# Strobilanthes gracilis
Strobilanthes gracilis är en akantusväxtart som beskrevs av Richard Henry Beddome. Strobilanthes gracilis ingår i släktet Strobilanthes och familjen akantusväxter. Inga underarter finns listade i Catalogue of Life.